# عمر ديانغ
عمر ديانغ (بالفرنسية: Oumar Dieng)‏ هو لاعب كرة قدم سنغالي وفرنسي في مركز الدفاع، ولد في 30 ديسمبر 1972 في داكار في السنغال. شارك مع منتخب فرنسا لكرة القدم. أما مع النوادي، فقد لعب مع باريس سان جيرمان وتشايكور ريزه سبور وطرابزون سبور وقونيا سبور ونادي أوكسير ونادي جان دارك ونادي سامبدوريا ونادي سيدان ونادي كافالا ونادي لوهان كويسو ونادي ليل.

## وصلات خارجية
- عمر ديانغ على موقع الاتحاد الدولي (مؤرشف)  (الإنجليزية)
- عمر ديانغ على موقع اتحاد تركيا (لاعب) (الإنجليزية)
- عمر ديانغ على موقع قاعدة بيانات كرة القدم.إي يو (الإنجليزية)
- عمر ديانغ على موقع أوليمبيديا (الإنجليزية)